# Paul Eichholz
Paul Eichholz (* 9. Februar 1857 in Frankfurt (Oder); † 8. Februar 1941 in Detmold) war ein deutscher Architekt und Bauhistoriker.

## Leben
Paul Eichholz studierte an der Berliner Bauakademie und 1884/85 an der Technischen Hochschule Hannover. Später war er beim preußischen Ministerium der öffentlichen Arbeiten in Berlin tätig.
Seit etwa 1904 war er beim Brandenburgischen Provinzialverband angestellt. Er sollte einige Bände der Reihe Die Kunstdenkmäler der Provinz Brandenburg für den Regierungsbezirk Potsdam verfassen und fertigte die meisten Zeichnungen dafür an. Eichholz erhielt 5400 Mark jährlich für seine Tätigkeit, ab 1915 8000 Mark.
Im Jahre 1922 beendete Eichholz die angestellte Tätigkeit bei der Provinzialverwaltung. Zu dieser Zeit lebte er noch in Berlin-Charlottenburg an der Kaiser-Friedrich-Straße. Er war 1932 nicht mehr in Berlin wohnhaft; 1936 erschien seine letzte Veröffentlichung.

## Schriften (Auswahl)
Paul Eichholz verfasste einige Bände der Reihe Die Kunstdenkmäler der Provinz Brandenburg sowie weitere architekturhistorische Texte.

### Die Kunstdenkmäler der Provinz Brandenburg
- Die Kunstdenkmäler des Kreises Ostprignitz (1, 2). (mit Friedrich Solger, Willy Spatz) 1907. (Digitalisat)
- Die Kunstdenkmäler des Kreises Westprignitz (1, 1). (mit Friedrich Solger, Willy Spatz) 1909. (Digitalisat, Digitalisat)
- Die Kunstdenkmäler von Stadt und Dom Brandenburg (2, 3). 1912. (Digitalisat, Digitalisat)
- Die Kunstdenkmäler des Kreises Westhavelland (2, 1). (mit Willy Spatz) 1913. (Digitalisat)
- Die Kunstdenkmäler des Kreises Weststernberg (6, 3). (mit Willy Spatz) 1913. (Digitalisat)
- Die Kunstdenkmäler des Kreises Ruppin (1, 3). (mit Willy Spatz, Friedrich Solger) 1914. (Digitalisat Digitalisat)
- Die Kunstdenkmäler des Kreises Prenzlau (3, 1). (mit Erich Blunck) 1921. (Digitalisat)
- Die Kunstdenkmäler des Kreises Angermünde. Kloster Chorin (3, 3, 3). 1927.
- Die Kunstdenkmäler des Kreises Angermünde. Greiffenberg, Joachimsthal, Amtsbezirke Gorlsdorf, Grimnitz, Altkünkendorf (3, 3, 4). 1929.
- Die Kunstdenkmäler des Kreises Angermünde. Stadt Schwedt, Stadt Vierraden, Amtsbezirke Herrschaft Schwedt und Criewen (3, 3, 6). 1931. (Digitalisat)
- Die Kunstdenkmäler des Kreises Angermünde. Amtsbezirke Gramzow und Zielow (3, 3, 7). 1931.
- Die Kunstdenkmäler des Kreises Angermünde. Amtsbezirke Günterberg, Lützlow, Seehausen (3, 3, 8). 1931. (Digitalisat)
- Die Kunstdenkmäler des Kreises Angermünde. Amtsbezirke Neukünkendorf, Lüdersdorf, Neuendorf und Stolpe-Crussow (3, 3, 9). 1931.
- Die Kunstdenkmäler des Kreises Angermünde. Amtsbezirke Landin und Passow (3, 3, 10). 1931.
- Die Kunstdenkmäler des Kreises Angermünde (3, 3). (mit Willy Hoppe, Otto Korn) 1934.

### Weitere Schriften
- Zwei Edelhöfe in Eltville am Rhein. In: Die Denkmalpflege, 4. Jahrgang 1902, Nr. 15 (vom 26. November 1902), S. 117–119 (Digitalisat) / Nr. 16 (vom 17. Dezember 1902), S. 127. (Digitalisat)
- Die Burg der Erzbischöfe von Mainz zu Eltville. In: Nassauische Annalen, 33. Jahrgang 1902/1903, S. 100–146.
- Das älteste deutsche Wohnhaus, ein Steinbau des IX. Jahrhunderts. Straßburg u. a. 1907. (Digitalisat)
- Zur Frühgeschichte des märkischen Backsteinbaus. In: Zeitschrift für Geschichte der Architektur, 6. Jahrgang 1913, S. 193–215.
- Die Kunstdenkmäler der Provinz Brandenburg. Entgegnung und Schlußwort. (mit Julius Kohte) In: Forschungen zur brandenburgischen und preußischen Geschichte, Band 34 (1922), S. 171–174.
- Die beiden Kirchen zu Jerichow in der Altmark und die Einführung des Backsteinbaus in der Mark. In: Zeitschrift für Bauwesen, 73. Jahrgang 1923, Sp. 231–243.
- Henricus de Essende. Ein Essener Baumeister des 12. Jahrhunderts. In: Beiträge zur Geschichte von Stadt und Stift Essen, Band 54 (1936), S. 11–26.